# Josaphata Hordashevska
Josaphata, S.A.M.I., rodným jménem Michaelina Hordashevska (20. listopadu 1869 Lvov – 7. dubna 1919 tamtéž) byla ukrajinská řeckokatolická řeholnice, zakladatelka a členka kongregace Sester služebnic Panny Marie Neposkvrněné. Katolická církev ji uctívá jako blahoslavenou.

## Život
Narodila se dne 20. listopadu 1869 ve Lvově do ukrajinské řeckokatolické rodiny. V 18 letech uvažovala o tom, že zasvětí svůj život Bohu v kontemplativním klášteře baziliánek, v té době jediné ženské řeholní kongregace východního obřadu. Navštěvovala duchovní cvičení, která vedl baziliánský mnich Jeremiáš Lomnytskyj. Ten se stal jejím zpovědníkem a s jeho svolením složila dočasný soukromý slib čistoty, který pak pravidelně obnovovala.
V té době se její duchovní vůdce Jeremiáš Lomnytskyj rozhodl pro založení nové ženské řeholní kongregaci, jejíž členky by uspokojovaly sociální potřeby chudých a potřebných. V uskutečňování této vize s ním spolupracovala a rozhodla se do budoucí kongregace vstoupit. Při zakládání kongregace s nimi spolupracoval mj. kněz Cyril Sieleckij. Poté, co s Lomnytským kongregaci Sester služebnic Panny Marie Neposkvrněné ve Lvově spoluzaložila a sama do ní také vstoupila, načež se věnovala jejímu rozšiřování o nové členky i řeholní domy v dalších městech.
Dne 24. srpna 1892 přijala řeholní hábit nové kongregace a řeholní jméno Josaphata, na počest arcibiskupa a mučedníka sv. Josafata Kunceviče. Věnovala se poté plnění apoštolátu nové, tehdy ještě vznikající, kongregace.
V roce 1902 čítala jí spoluzaložená kongregace již 128 sester ve 26 řeholních domech po celé zemi. V srpnu téhož roku byla kongregace dostatečně velká nato, aby mohla uspořádat svoji první generální kapitulu, na níž byla zvolena první generální představenou kongregace. Brzy se však dostala do rozporů s Jeremiášem Lomnytským, který kongregaci doposud vedl, načež podala rezignaci lvovskému arcibiskupu Andreji Šeptyckému. Novým vedením kongregace bylo jí a její sestře, která rovněž do kongregace vstoupila, odepřeno složení doživotních řeholních slibů.
Vzhledem ke svému kanonickému stavu, kdy složila pouze dočasné sliby, se nemohla zúčastnit příští generální kapituly své kongregace. Přesto na ní byla v nepřítomnosti zvolena generální vikářkou kongregace, přičemž jí poté bylo povoleno složit doživotní řeholní sliby, které také 11. května 1909 složila, načež se ujala úřadu.
O tři roky později jí byla diagnostikována kostní tuberkulóza. Na ni zemřela, stižena velkými bolestmi dne 7. dubna 1919 ve Lvově. Roku 1982 byly její ostatky exhumovány a uloženy v mateřském domě jí spoluzaložené kongregace v Římě.

## Úcta
Její beatifikační proces započal dne 18. února 1992, čímž obdržela titul služebnice Boží. Dne 6. dubna 1998 ji papež sv. Jan Pavel II. podepsáním dekretu o jejích hrdinských ctnostech prohlásil za ctihodnou.
Blahořečena pak byla dne 27. června 2001 na stadionu ve Lvově papežem sv. Janem Pavlem II. během jeho návštěvy Ukrajiny. Spolu s ní byli také blahořečeny další osobnosti, včetně ukrajinských novomučedníků.
Její památka je připomínána 20. listopadu. Bývá zobrazována v řeholním oděvu.